# Trudy Botanicheskogo Muzeya Rossiiskoi Akademii Nauk
Trudy Botanicheskogo Muzeya Rossiiskoi Akademii Nauk (abreviado Trudy Bot. Muz. Rossiisk. Akad. Nauk) fue una revista ilustrada y con descripciones botánicas que fue editada en San Petersburgo desde el año 1918 hasta 1920. Se publicaron 2 números con el nombre de Trudy Botanicheskago Muzeja Rossiiskoi Akademii Nauk. Travaux du Musee Botanique de l'Academie des Sciences de Russie. Fue precedida por Trudy Bot. Muz. Imp. Akad. Nauk y reemplazada por Trudy Botanicheskogo Muzeya. Travaux du Musee Botanique.